# Stara Huta (gmina Sierakowice)
Stara Huta (dodatkowa nazwa w j. kaszub. Stôrô Hëta) – wieś kaszubska w Polsce położona w województwie pomorskim, w powiecie kartuskim, w gminie Sierakowice.
W latach 1975–1998 miejscowość należała administracyjnie do województwa gdańskiego.
Wieś stanowi sołectwo gminy Sierakowice.